# Igor Gostev
Igor Gostev (russisk: Игорь Аронович Го́стев) (født 15. maj 1925 i Moskva i Sovjetunionen, død 25. marts 1994 i Moskva i Rusland) var en sovjetisk filminstruktør og manuskriptforfatter.

## Filmografi
- Front bez flangov (Фронт без флангов, 1975)[1][2]
- Front za linijej fronta (Фронт за линией фронта, 1977)
- Front v tylu vraga (Фронт в тылу врага, 1981)
- Bespredel (Беспредел, 1989)
- Seryje volki (Серые волки, 1993)